# Belkis Ayón
Belkis Ayón Manso (23. Januar 1967 in Havanna – 11. September 1999 ebenda, Ortsteil Alamar) war eine kubanische Künstlerin. Sie wurde insbesondere für ihre Drucke bekannt.

## Leben und Wirken
Ayón studierte bis 1986 an der Academia Nacional de Bellas Artes San Alejandro in Havanna und erwarb 1991 einen Abschluss in Gravur am Instituto Superior de Arte.
Ayón widmete ihre kurze und produktive Karriere der Schaffung einer figurativen Ikonografie. Ihre Drucke und Kollagrafien (auch Collagraphien oder Collagrafien) stellten sich typischerweise als dunkle Silhouetten und geisterhaft weiße Figuren dar, aus denen die Betrachter beispielsweise von Tieren oder Augen angestarrt wurden.
Ayón befasste sich intensiv mit der afrokubanischen Männergeheimgesellschaft Abakuá und stellte dabei ihr eigenes Leben dem von Sikán gegenüber, einer zentralen weiblichen Figur in der Abakuá-Mythologie. Ihr Werk La Consagración (Die Weihe, 1991) zeigt beispielsweise ein zeremonielles Ritual, wohl einen Initiationsritus, bei dem das Motiv von Tanze, einem von Sikán gefundenen heiligen Fisch, im Mittelpunkt steht. Sie sagte einmal über ihre ab 1997 entstandenen Runddrucke, die sich ebenfalls auf Sikán bezogen: „Das Bild der Sikán zeigt sich in all diesen Werken, weil sie wie ich in Unruhe lebte und durch mich lebt und beharrlich nach einem Ausweg sucht.“
Ende 1995 stellte Belkis auf Einladung der Peter und Irene Ludwig Stiftung in der Kirche  St. Barbara in Breinig eine Gruppe von 15 Werken aus, die größtenteils schon 1993 entstanden waren. Der offizielle Titel der Ausstellung lautete: „Unterstütze mich, halte mich hoch, im Schmerz“. Ihr Kreuzweg ersetze den traditionellen katholischen Kreuzweg durch Abakuá-Themen. Sie selbst gab ihren Bildern neue Titel, die sich auf biblische Passagen bezogen. Diese Werke stammen aus einer Zeit, die zu ihren produktivsten und intensivsten Jahren ihrer Karriere zählen. Im Anschluss an die Ausstellung erwarb die Ludwig-Stiftung die gezeigten Werke.
Ayón starb 1999 im Alter von nur 32 Jahren durch Suizid.
2022 war auf der Biennale di Venezia im Arsenale im Rahmen der internationalen Ausstellung „The Milk of Dreams“ eine Hommage auf sie zu sehen.
Vom 22. Oktober 2022 bis zum 26. Februar 2023 wurde ihr Kreuzweg und viele andere ihrer Werke im Ludwig Forum für Internationale Kunst in der Ausstellung „Belkis Ayón. Ya Estamos Aquí“ gezeigt.